# Медичний центр Джейкобса
Медичний центр Джейкобса — це навчальна лікарня в університетському містечку Каліфорнійського університету в Сан-Дієго в районі Ла-Хойя в Сан-Дієго. Разом з медичним центром Каліфорнійського університету в Сан-Дієго, Хілкрест, він служить флагманською лікарнею UC San Diego Health та основною навчальною лікарнею для Медичної школи UC San Diego. Заклад, який пропонує спеціалізовану допомогу, якої раніше не було в окрузі Сан-Дієго, було відкрито в 2016 році.
Медичний центр Jacobs складається з трьох спеціалізованих павільйонів.Сімейний павільйон розширеної хірургії А. Вассіліадіс займає другий і третій поверхи. Поверхи з четвертого по шостий зарезервовані для Павільйону Полін і Стенлі Фостер для онкологічної допомоги, а з восьмого по десятий поверхи зайняті Павільйоном Раді для жінок і немовлят. Медичний центр Джейкобса та існуючий павільйон Торнтона ділять на першому, другому та третьому поверхах і з'єднані пішохідними мостами з серцево-судинним центром Сульпіціо, медичним кабінетом Перлмана та будівлею Інституту клінічних та трансляційних досліджень Альтмана.

## Планування та будівництво
У 2005 році Університет Каліфорнії в Сан-Дієго оголосив про плани перенести всі свої операції зі старої лікарні Hillcrest в новий заклад в Ла-Хойя, поруч із лікарнею Торнтон у східній половині його головного кампусу. Законодавці, конкуруючі медичні працівники та захисники пацієнтів стверджували, що цей крок залишить громади Саут-Бей недостатньо обслугованими, а інші місцеві лікарні — перевантаженими. 18 травня 2007 року регенти UC Regents затвердили план будівництва додаткової вежі для стаціонару на 125—150 ліжок у Ла-Хойя. Схвалення було поєднане з зобов'язанням Каліфорнійського університету в Сан-Дієго продовжувати надавати допомогу в Хіллкрест після 2030 року.
Університет розпочав будівництво нової вежі стаціонарного хворого 9 квітня 2012 року. Очікувалося, що на той час лікарня коштуватиме 664 мільйони доларів і була названа Медичним центром Джейкобса на честь Ірвіна та Джоан Джейкобс, які пожертвували 75 мільйонів доларів на її будівництво (вони продовжить пожертвувати ще 25 мільйонів доларів). Протягом наступних кількох років витрати на будівництво продовжували зростати, оскільки чиновники системи охорони здоров'я вирішили додати спеціалізований хірургічний кабінет, операційні, лабораторію анатомічної патології, програму кардіологічної реабілітації, виписну аптеку та адміністративний простір для медсестер. Крім того, було визначено, що кілька поверхів, які спочатку планувалися як порожній простір, відкриються разом з рештою лікарні. Завершена вежа площею 509 500 кв. футів на 245 місць коштувала понад 940 мільйонів доларів і відкрита в листопаді 2016 року. Архітектором був CannonDesign.

## Павільйони

### Павільйон Торнтона
Лікарня Торнтона була відкрита в 1993 році як окрема загальна медико-хірургічна лікарня на 119 ліжок і повний спектр спеціальностей. Будівництво медичного центру Джейкобса спочатку замислювалися як просте розширення лікарні, але переросло в десятиповерховий четвертинний заклад, який існує сьогодні. У 2016 році лікарня була об'єднана в комплекс медичного центру Jacobs як власний павільйон. Він ділить перший, другий і третій поверхи з новою вежею стаціонару та перший і другий поверхи з амбулаторією Perlman Medical Offices, і продовжує надавати такі послуги, як хірургія та радіологія.

### Павільйон Василіадіс
Павільйон розширеної хірургії А. Василіадіс має 14 операційних по 650 м² кожна. Він займає другий і третій поверхи медичного центру і названий на честь подарунка Керол Василіадіс у розмірі 8,5 мільйонів доларів від імені її померлого чоловіка Алківіадіс. Павільйон укомплектований 200 хірургами та забезпечує технологію для виконання операцій, які неможливо в інших місцях округу. До них належать малоінвазивні операції для лікування раку та ожиріння; мікрооперації для відновлення голосу, слуху та функції обличчя; генна терапія раку мозку під контролем МРТ; гаряча внутрішньочеревинна хіміотерапія раку черевної порожнини; реконструкція хребта та суглобів; і роботизована хірургія кількох видів раку. Технології, що працюють, включають лише чотири інтраопераційні МРТ-апарати в регіоні, які дозволяють в режимі реального часу отримувати зображення пухлин і генну терапію під час операції, щоб забезпечити повне лікування, а також єдину в країні технологію візуалізації з обмеженим спектром, яка кольором кодує волокна мозку для кращого планування. на складні операції заздалегідь. Район також включає три відділення інтенсивної терапії з 36 приватними кімнатами.

### Прийомний павільйон
Павільйон Полін і Стенлі Фостерів для онкологічної допомоги — це заклад на 108 ліжок, пов'язаний з онкологічним центром Мурса і призначений для лікування запущених видів раку. Це єдина спеціалізована онкологічна лікарня в Сан-Дієго. Павільйон займає четвертий, п'ятий і шостий поверхи медичного центру Джейкобса і названий на честь подарунка Полін Фостер на суму 7,5 мільйонів доларів. Пацієнти матимуть доступ до понад 100 спеціалістів з онкологічних захворювань, які працюють у Центрі раку Мурса. Шостий поверх лікарні, який керується спільно з Sharp HealthCare, є єдиним відкритим поверхом у Каліфорнії з повною фільтрацією повітря, що дозволяє пацієнтам з трансплантацією крові та кісткового мозку та тим, хто проходить хіміотерапію, спілкуватися та бродити по всьому поверсі. Такі процедури, як лазерна абляція пухлин головного мозку, проводяться внизу в павільйоні Вассіліадіс.

### Павільйон «Ради»
Павільйон для жінок та немовлят «Ради» включає 8 пологових, 32 післяпологові, три операційні для кесаревого розтину та трикімнатний акушерський пункт. Він займає восьмий, дев'ятий та десятий поверхи лікарні та названий на честь подарунка в розмірі 12 мільйонів доларів від Евелін та Ернеста Раді, чиї імена також є на Школі управління UC San Diego та дитячій лікарні Сан-Дієго. У павільйоні є відділення інтенсивної терапії новонароджених III рівня для спостереження та догляду за важкодоношеними або хворими немовлятами. Вагітні жінки та молоді матері також мають доступ до неінвазивного генетичного тестування плода, бездротового моніторингу серцевого ритму плода під час пологів, збереження фертильності, а також виявлення та лікування прееклампсії. З лікарні відкривається вид на UC San Diego, Torrey Pines Mesa, La Jolla і Тихий океан.